# Lijst van Formule 1 Grand Prix-overwinningen door Michael Schumacher
Dit is een lijst van Formule 1 Grand Prix-overwinningen door Michael Schumacher.

## Grand Prix-overwinningen
Legenda:
- # – Overwinningsnummer; voorbeeld, "1" staat voor Verstappens eerste Grand Prix-overwinning.
- Race – Racenummer; voorbeeld, "1" staat voor de eerste race waar Verstappen aan heeft deelgenomen
- Grid – De startpositie op de grid waar Schumacher de race begon.
- Verschil – Verschil met de tweede plaats, in minuten:seconden.milliseconden
- ■  – Wereldkampioenschap gewonnen
- ■  – Deze overwinning betreft een Grand Slam (pole, overwinning, snelste ronde, onafgebroken aan de leiding)

| Nr. | Race nr. | Datum        | Jaar | Grand Prix                 | Circuit                            | Grid | Verschil | Constructeur | Chassis          | Motor         | Banden |
| --- | -------- | ------------ | ---- | -------------------------- | ---------------------------------- | ---- | -------- | ------------ | ---------------- | ------------- | ------ |
| 1   | 18       | 30 augustus  | 1992 | GP van België              | Circuit de Spa-Francorchamps       | 3    | 0:36.595 | Benetton     | B192             | Ford HB       | G      |
| 2   | 36       | 26 september | 1993 | GP van Portugal            | Autódromo do Estoril               | 6    | 0:00.982 | Benetton     | B193B            | Ford HB       | G      |
| 3   | 39       | 27 maart     | 1994 | GP van Brazilië            | Autódromo José Carlos Pace         | 2    | +1 ronde | Benetton     | B194             | Ford EC       | G      |
| 4   | 40       | 17 april     | 1994 | GP van de Pacific          | Okayama International Circuit      | 2    | 1:15.300 | Benetton     | B194             | Ford EC       | G      |
| 5   | 41       | 1 mei        | 1994 | GP van San Marino          | Autodromo Enzo e Dino Ferrari      | 2    | 0:54.942 | Benetton     | B194             | Ford EC       | G      |
| 6   | 42       | 15 mei       | 1994 | GP van Monaco              | Circuit De Monaco                  | 1    | 0:37.278 | Benetton     | B194             | Ford EC       | G      |
| 7   | 44       | 12 juni      | 1994 | GP van Canada              | Circuit Gilles Villeneuve          | 1    | 0:39.660 | Benetton     | B194             | Ford EC       | G      |
| 8   | 45       | 3 juli       | 1994 | GP van Frankrijk           | Circuit de Nevers Magny-Cours      | 3    | 0:12.642 | Benetton     | B194             | Ford EC       | G      |
| 9   | 48       | 14 augustus  | 1994 | GP van Hongarije           | Hungaroring                        | 1    | 0:20.827 | Benetton     | B194             | Ford EC       | G      |
| 10  | 50       | 16 oktober   | 1994 | GP van Europa              | Circuito Permanente de Jerez       | 1    | 0:24.689 | Benetton     | B194             | Ford EC       | G      |
| 11  | 53       | 26 maart     | 1995 | GP van Brazilië            | Autódromo José Carlos Pace         | 2    | 0:11.060 | Benetton     | B195             | Renault RS7   | G      |
| 12  | 56       | 14 mei       | 1995 | GP van Spanje              | Circuit De Barcelona-Catalunya     | 1    | 0:51.988 | Benetton     | B195             | Renault RS7   | G      |
| 13  | 57       | 28 mei       | 1995 | GP van Monaco              | Circuit De Monaco                  | 2    | 0:34.817 | Benetton     | B195             | Renault RS7   | G      |
| 14  | 59       | 2 juli       | 1995 | GP van Frankrijk           | Circuit de Nevers Magny-Cours      | 2    | 0:31.309 | Benetton     | B195             | Renault RS7   | G      |
| 15  | 61       | 30 juli      | 1995 | GP van Duitsland           | Hockenheimring                     | 2    | 0:05.988 | Benetton     | B195             | Renault RS7   | G      |
| 16  | 63       | 27 augustus  | 1995 | GP van België              | Circuit de Spa-Francorchamps       | 16   | 0:19.493 | Benetton     | B195             | Renault RS7   | G      |
| 17  | 66       | 1 oktober    | 1995 | GP van Europa              | Nürburgring                        | 3    | 0:02.684 | Benetton     | B195             | Renault RS7   | G      |
| 18  | 67       | 22 oktober   | 1995 | GP van de Pacific          | Okayama International Circuit      | 3    | 0:14.920 | Benetton     | B195             | Renault RS7   | G      |
| 19  | 68       | 29 oktober   | 1995 | GP van Japan               | Suzuka International Racing Course | 1    | 0:19.337 | Benetton     | B195             | Renault RS7   | G      |
| 20  | 76       | 2 juni       | 1996 | GP van Spanje              | Circuit De Barcelona-Catalunya     | 3    | 0:45.302 | Ferrari      | Ferrari F310     | Ferrari 046   | G      |
| 21  | 82       | 25 augustus  | 1996 | GP van België              | Circuit de Spa-Francorchamps       | 3    | 0:05.602 | Ferrari      | Ferrari F310     | Ferrari 046   | G      |
| 22  | 83       | 8 september  | 1996 | GP van Italië              | Autodromo Nazionale Monza          | 3    | 0:18.265 | Ferrari      | Ferrari F310     | Ferrari 046   | G      |
| 23  | 90       | 11 mei       | 1997 | GP van Monaco              | Circuit De Monaco                  | 2    | 0:53.306 | Ferrari      | Ferrari F310B    | Ferrari 046/2 | G      |
| 24  | 92       | 15 juni      | 1997 | GP van Canada              | Circuit Gilles Villeneuve          | 1    | 0:02.565 | Ferrari      | Ferrari F310B    | Ferrari 046/2 | G      |
| 25  | 93       | 29 juni      | 1997 | GP van Frankrijk           | Circuit de Nevers Magny-Cours      | 1    | 0:23.537 | Ferrari      | Ferrari F310B    | Ferrari 046/2 | G      |
| 26  | 97       | 24 augustus  | 1997 | GP van België              | Circuit de Spa-Francorchamps       | 3    | 0:26.753 | Ferrari      | Ferrari F310B    | Ferrari 046/2 | G      |
| 27  | 101      | 12 oktober   | 1997 | GP van Japan               | Suzuka International Racing Course | 2    | 0:01.378 | Ferrari      | Ferrari F310B    | Ferrari 046/2 | G      |
| 28  | 105      | 12 april     | 1998 | GP van Argentinië          | Autódromo Oscar y Juan Gálvez      | 2    | 0:22.898 | Ferrari      | Ferrari F300     | Ferrari 047   | G      |
| 29  | 109      | 7 juni       | 1998 | GP van Canada              | Circuit Gilles Villeneuve          | 3    | 0:16.662 | Ferrari      | Ferrari F300     | Ferrari 047   | G      |
| 30  | 110      | 28 juni      | 1998 | GP van Frankrijk           | Circuit de Nevers Magny-Cours      | 2    | 0:19.575 | Ferrari      | Ferrari F300     | Ferrari 047   | G      |
| 31  | 111      | 12 juli      | 1998 | GP van Groot-Brittannië    | Silverstone                        | 2    | 0:22.465 | Ferrari      | Ferrari F300     | Ferrari 047   | G      |
| 32  | 114      | 16 augustus  | 1998 | GP van Hongarije           | Hungaroring                        | 3    | 0:09.433 | Ferrari      | Ferrari F300     | Ferrari 047   | G      |
| 33  | 116      | 13 september | 1998 | GP van Italië              | Autodromo Nazionale Monza          | 1    | 0:37.977 | Ferrari      | Ferrari F300     | Ferrari 047   | G      |
| 34  | 121      | 2 mei        | 1999 | GP van San Marino          | Autodromo Enzo e Dino Ferrari      | 3    | 0:04.265 | Ferrari      | Ferrari F399     | Ferrari 048   | B      |
| 35  | 122      | 16 mei       | 1999 | GP van Monaco              | Circuit De Monaco                  | 2    | 0:30.476 | Ferrari      | Ferrari F399     | Ferrari 048   | B      |
| 36  | 129      | 12 maart     | 2000 | GP van Australië           | Albert Park Street Circuit         | 3    | 0:11.415 | Ferrari      | Ferrari F1-2000  | Ferrari 049   | B      |
| 37  | 130      | 26 maart     | 2000 | GP van Brazilië            | Autódromo José Carlos Pace         | 3    | 0:39.898 | Ferrari      | Ferrari F1-2000  | Ferrari 049   | B      |
| 38  | 131      | 9 april      | 2000 | GP van San Marino          | Autodromo Enzo e Dino Ferrari      | 2    | 0:01.168 | Ferrari      | Ferrari F1-2000  | Ferrari 049   | B      |
| 39  | 134      | 21 mei       | 2000 | GP van Europa              | Nürburgring                        | 2    | 0:13.822 | Ferrari      | Ferrari F1-2000  | Ferrari 049   | B      |
| 40  | 136      | 18 juni      | 2000 | GP van Canada              | Circuit Gilles Villeneuve          | 1    | 0:00.174 | Ferrari      | Ferrari F1-2000  | Ferrari 049   | B      |
| 41  | 142      | 10 september | 2000 | GP van Italië              | Autodromo Nazionale Monza          | 1    | 0:03.810 | Ferrari      | Ferrari F1-2000  | Ferrari 049   | B      |
| 42  | 143      | 24 september | 2000 | GP van de Verenigde Staten | Indianapolis Motor Speedway        | 1    | 0:12.118 | Ferrari      | Ferrari F1-2000  | Ferrari 049   | B      |
| 43  | 144      | 8 oktober    | 2000 | GP van Japan               | Suzuka International Racing Course | 1    | 0:01.837 | Ferrari      | Ferrari F1-2000  | Ferrari 049   | B      |
| 44  | 145      | 22 oktober   | 2000 | GP van Maleisië            | Sepang International Circuit       | 1    | 0:00.732 | Ferrari      | Ferrari F1-2000  | Ferrari 049   | B      |
| 45  | 146      | 4 maart      | 2001 | GP van Australië           | Albert Park Street Circuit         | 1    | 0:01.717 | Ferrari      | Ferrari F2001    | Ferrari 050   | B      |
| 46  | 147      | 18 maart     | 2001 | GP van Maleisië            | Sepang International Circuit       | 1    | 0:23.660 | Ferrari      | Ferrari F2001    | Ferrari 050   | B      |
| 47  | 150      | 29 april     | 2001 | GP van Spanje              | Circuit De Barcelona-Catalunya     | 1    | 0:40.738 | Ferrari      | Ferrari F2001    | Ferrari 050   | B      |
| 48  | 152      | 27 mei       | 2001 | GP van Monaco              | Circuit De Monaco                  | 2    | 0:00.431 | Ferrari      | Ferrari F2001    | Ferrari 050   | B      |
| 49  | 154      | 24 juni      | 2001 | GP van Europa              | Nürburgring                        | 1    | 0:04.217 | Ferrari      | Ferrari F2001    | Ferrari 050   | B      |
| 50  | 155      | 1 juli       | 2001 | GP van Frankrijk           | Circuit de Nevers Magny-Cours      | 2    | 0:10.399 | Ferrari      | Ferrari F2001    | Ferrari 050   | B      |
| 51  | 158      | 19 augustus  | 2001 | GP van Hongarije           | Hungaroring                        | 1    | 0:03.363 | Ferrari      | Ferrari F2001    | Ferrari 050   | B      |
| 52  | 159      | 2 september  | 2001 | GP van België              | Circuit de Spa-Francorchamps       | 3    | 0:10.098 | Ferrari      | Ferrari F2001    | Ferrari 050   | B      |
| 53  | 162      | 14 oktober   | 2001 | GP van Japan               | Suzuka International Racing Course | 1    | 0:03.154 | Ferrari      | Ferrari F2001    | Ferrari 050   | B      |
| 54  | 163      | 3 maart      | 2002 | GP van Australië           | Albert Park Street Circuit         | 2    | 0:18.628 | Ferrari      | Ferrari F2001    | Ferrari 050   | B      |
| 55  | 165      | 31 maart     | 2002 | GP van Brazilië            | Autódromo José Carlos Pace         | 2    | 0:00.588 | Ferrari      | Ferrari F2002    | Ferrari 051   | B      |
| 56  | 166      | 14 april     | 2002 | GP van San Marino          | Autodromo Enzo e Dino Ferrari      | 1    | 0:17.907 | Ferrari      | Ferrari F2002    | Ferrari 051   | B      |
| 57  | 167      | 28 april     | 2002 | GP van Spanje              | Circuit De Barcelona-Catalunya     | 1    | 0:35.630 | Ferrari      | Ferrari F2002    | Ferrari 051   | B      |
| 58  | 168      | 12 mei       | 2002 | GP van Oostenrijk          | A1-Ring                            | 3    | 0:00.182 | Ferrari      | Ferrari F2002    | Ferrari 051   | B      |
| 59  | 170      | 9 juni       | 2002 | GP van Canada              | Circuit Gilles Villeneuve          | 2    | 0:01.132 | Ferrari      | Ferrari F2002    | Ferrari 051   | B      |
| 60  | 172      | 7 juli       | 2002 | GP van Groot-Brittannië    | Silverstone                        | 3    | 0:14.578 | Ferrari      | Ferrari F2002    | Ferrari 051   | B      |
| 61  | 173      | 21 juli      | 2002 | GP van Frankrijk           | Circuit de Nevers Magny-Cours      | 2    | 0:01.104 | Ferrari      | Ferrari F2002    | Ferrari 051   | B      |
| 62  | 174      | 28 juli      | 2002 | GP van Duitsland           | Hockenheimring                     | 1    | 0:10.503 | Ferrari      | Ferrari F2002    | Ferrari 051   | B      |
| 63  | 176      | 1 september  | 2002 | GP van België              | Circuit de Spa-Francorchamps       | 1    | 0:01.977 | Ferrari      | Ferrari F2002    | Ferrari 051   | B      |
| 64  | 179      | 13 oktober   | 2002 | GP van Japan               | Suzuka International Racing Course | 1    | 0:00.506 | Ferrari      | Ferrari F2002    | Ferrari 051   | B      |
| 65  | 183      | 20 april     | 2003 | GP van San Marino          | Autodromo Enzo e Dino Ferrari      | 1    | 0:01.882 | Ferrari      | Ferrari F2002    | Ferrari 051   | B      |
| 66  | 184      | 4 mei        | 2003 | GP van Spanje              | Circuit De Barcelona-Catalunya     | 1    | 0:05.716 | Ferrari      | Ferrari F2003-GA | Ferrari 052   | B      |
| 67  | 185      | 18 mei       | 2003 | GP van Oostenrijk          | A1-Ring                            | 1    | 0:03.362 | Ferrari      | Ferrari F2003-GA | Ferrari 052   | B      |
| 68  | 187      | 15 juni      | 2003 | GP van Canada              | Circuit Gilles Villeneuve          | 3    | 0:00.784 | Ferrari      | Ferrari F2003-GA | Ferrari 052   | B      |
| 69  | 193      | 14 september | 2003 | GP van Italië              | Autodromo Nazionale Monza          | 1    | 0:05.294 | Ferrari      | Ferrari F2003-GA | Ferrari 052   | B      |
| 70  | 194      | 28 september | 2003 | GP van de Verenigde Staten | Indianapolis Motor Speedway        | 7    | 0:18.258 | Ferrari      | Ferrari F2003-GA | Ferrari 052   | B      |
| 71  | 196      | 7 maart      | 2004 | GP van Australië           | Albert Park Street Circuit         | 1    | 0:13.605 | Ferrari      | Ferrari F2004    | Ferrari 053   | B      |
| 72  | 197      | 21 maart     | 2004 | GP van Maleisië            | Sepang International Circuit       | 1    | 0:05.022 | Ferrari      | Ferrari F2004    | Ferrari 053   | B      |
| 73  | 198      | 4 april      | 2004 | GP van Bahrein             | Bahrain International Circuit      | 1    | 0:01.367 | Ferrari      | Ferrari F2004    | Ferrari 053   | B      |
| 74  | 199      | 25 april     | 2004 | GP van San Marino          | Autodromo Enzo e Dino Ferrari      | 2    | 0:09.702 | Ferrari      | Ferrari F2004    | Ferrari 053   | B      |
| 75  | 200      | 9 mei        | 2004 | GP van Spanje              | Circuit De Barcelona-Catalunya     | 1    | 0:13.290 | Ferrari      | Ferrari F2004    | Ferrari 053   | B      |
| 76  | 202      | 30 mei       | 2004 | GP van Europa              | Nürburgring                        | 1    | 0:17.989 | Ferrari      | Ferrari F2004    | Ferrari 053   | B      |
| 77  | 203      | 13 juni      | 2004 | GP van Canada              | Circuit Gilles Villeneuve          | 6    | 0:05.108 | Ferrari      | Ferrari F2004    | Ferrari 053   | B      |
| 78  | 204      | 20 juni      | 2004 | GP van de Verenigde Staten | Indianapolis Motor Speedway        | 2    | 0:02.950 | Ferrari      | Ferrari F2004    | Ferrari 053   | B      |
| 79  | 205      | 4 juli       | 2004 | GP van Frankrijk           | Circuit de Nevers Magny-Cours      | 2    | 0:08.329 | Ferrari      | Ferrari F2004    | Ferrari 053   | B      |
| 80  | 206      | 11 juli      | 2004 | GP van Groot-Brittannië    | Silverstone                        | 4    | 0:02.130 | Ferrari      | Ferrari F2004    | Ferrari 053   | B      |
| 81  | 207      | 25 juli      | 2004 | GP van Duitsland           | Hockenheimring                     | 1    | 0:08.388 | Ferrari      | Ferrari F2004    | Ferrari 053   | B      |
| 82  | 208      | 15 augustus  | 2004 | GP van Hongarije           | Hungaroring                        | 1    | 0:04.696 | Ferrari      | Ferrari F2004    | Ferrari 053   | B      |
| 83  | 212      | 10 oktober   | 2004 | GP van Japan               | Suzuka International Racing Course | 1    | 0:14.098 | Ferrari      | Ferrari F2004    | Ferrari 053   | B      |
| 84  | 222      | 19 juni      | 2005 | GP van de Verenigde Staten | Indianapolis Motor Speedway        | 5    | 0:01.522 | Ferrari      | Ferrari F2005    | Ferrari 055   | B      |
| 85  | 236      | 23 april     | 2006 | GP van San Marino          | Autodromo Enzo e Dino Ferrari      | 1    | 0:02.096 | Ferrari      | Ferrari 248 F1   | Ferrari 056   | B      |
| 86  | 237      | 7 mei        | 2006 | GP van Europa              | Nürburgring                        | 2    | 0:03.751 | Ferrari      | Ferrari 248 F1   | Ferrari 056   | B      |
| 87  | 242      | 2 juli       | 2006 | GP van de Verenigde Staten | Indianapolis Motor Speedway        | 1    | 0:07.984 | Ferrari      | Ferrari 248 F1   | Ferrari 056   | B      |
| 88  | 243      | 16 juli      | 2006 | GP van Frankrijk           | Circuit de Nevers Magny-Cours      | 1    | 0:10.131 | Ferrari      | Ferrari 248 F1   | Ferrari 056   | B      |
| 89  | 244      | 30 juli      | 2006 | GP van Duitsland           | Hockenheimring                     | 2    | 0:00.720 | Ferrari      | Ferrari 248 F1   | Ferrari 056   | B      |
| 90  | 247      | 10 september | 2006 | GP van Italië              | Autodromo Nazionale Monza          | 2    | 0:08.046 | Ferrari      | Ferrari 248 F1   | Ferrari 056   | B      |
| 91  | 248      | 1 oktober    | 2006 | GP van China               | Shanghai International Circuit     | 6    | 0:03.121 | Ferrari      | Ferrari 248 F1   | Ferrari 056   | B      |

## Aantal overwinningen bij verschillende Grands Prix
| Nr. | Grand Prix                 | Jaren                                          | Overwinningen |
| --- | -------------------------- | ---------------------------------------------- | ------------- |
| 1   | GP van Frankrijk           | 1994, 1995, 1997, 1998, 2001, 2002, 2004, 2006 | 8             |
| 2   | GP van Canada              | 1994, 1997, 1998, 2000, 2002, 2003, 2004       | 7             |
| 2   | GP van San Marino          | 1994, 1999, 2000, 2002, 2003, 2004, 2006       | 7             |
| 4   | GP van België              | 1992, 1995, 1996, 1997, 2001, 2002             | 6             |
| 4   | GP van Spanje              | 1995, 1996, 2001, 2002, 2003, 2004             | 6             |
| 4   | GP van Japan               | 1995, 1997, 2000, 2001, 2002, 2004             | 6             |
| 4   | GP van Europa              | 1994, 1995, 2000, 2001, 2004, 2006             | 6             |
| 8   | GP van Monaco              | 1994, 1995, 1997, 1999, 2001                   | 5             |
| 8   | GP van de Verenigde Staten | 2000, 2003, 2004, 2005, 2006                   | 5             |
| 8   | GP van Italië              | 1996, 1998, 2000, 2003, 2006                   | 5             |
| 11  | GP van Brazilië            | 1994, 1995, 2000, 2002                         | 4             |
| 11  | GP van Australië           | 2000, 2001, 2002, 2004                         | 4             |
| 11  | GP van Hongarije           | 1994, 1998, 2001, 2004                         | 4             |
| 11  | GP van Duitsland           | 1995, 2002, 2004, 2006                         | 4             |
| 15  | GP van Maleisië            | 2000, 2001, 2004                               | 3             |
| 15  | GP van Groot-Brittannië    | 1998, 2002, 2004                               | 3             |
| 17  | GP van de Pacific          | 1994, 1995                                     | 2             |
| 17  | GP van Oostenrijk          | 2002, 2003                                     | 2             |
| 19  | GP van Portugal            | 1993                                           | 1             |
| 19  | GP van Argentinië          | 1998                                           | 1             |
| 19  | GP Bahrain                 | 2004                                           | 1             |
| 19  | GP van China               | 2006                                           | 1             |